# Сао Томе и Принсипе
Сао Томе и Принсипе (порт. São Tomé e Príncipe), званично Демократска Република Сао Томе и Принсипе (порт. República Democrática de São Tomé e Príncipe), мала је држава, која се састоји од два острва (Сао Томе и Принсипе) у Гвинејском заливу у централној Африци. Острва су удаљена 140 км једно од другог, и налазе се око 250 км од северозападне обале Габона. Сао Томе се налази готово тачно на екватору. Име је добило по Светом Томи, на чији дан су Португалци открили ово острво.

## Географија

### Положај
Острва Сао Томе и Принсипе се налазе у екваторијалном појасу Атлантика, око 250 km од обале Габона. Сао Томе и Принсипе је најмања афричка држава. Површина државе износи 1.001 km².

### Геологија и рељеф
Острва Сао Томе и Принсипе се налазе у екваторијалном појасу Атлантика, око 250 km од обале Габона. Сао Томе и Принсипе је најмања афричка држава. Острва су делови вулканског планинског венца, коме припадају и острво Биоко у Екваторијалној Гвинеји. Сао Томе је 50 km дуг и 32 km широк. Његов највиши врх је Пико де Сао Томе на 2.024 метра надморске висине. Принсипе је 30 km дуг и 6 широк. 

### Клима
Клима је тропска, топла и влажна са просечном годишњом температуром од око 27 °C и мало дневних варијација. На планинама су ноћи хладније и просечна температура је око 20 °C. Кишна сезона траје од октобра до маја.

## Историја
Острво су открили португалски морепловци између 1469. и 1472. године. Прво насеље Сао Томе је подигнуто 1493. године, а подигао га је Алваро Камиња који је добио земљу од португалског краља. Принсипе је сличним споразумом подигнуто 1500. године. Португалци су користећи робове, средином 16. века, претворили острво у највећег афричког извозника шећера.
Узгој шећера је у порасту наредних 100 година. Почетком 19. века започето је са узгојем још две врсте - кафе и какаоа. До 1908. Сао Томе је постао највећи светски произвођач какаоа, који је још увек најзначајнија привредна грана државе.
Иако је Португал укинуо ропство 1876. године, принудни рад афричких робова на острву је настављен. Почетком двадесетог века је дошло до међународног објављивања контроверзног израбљивања радника, већином из Анголе. Спорадичне побуне радника су кулминирале у нередима 1953. године у којим је неколико стотина афричких радника убијено у сукобима са Португалцима. Покољ у Батепау остаје највећи догађај у колонијалној историји острва и данас се обележава као празник.
У другој половини 20. века, када нације широм Африке захтевају независност, мала група грађана Сао Томеа је основала Покрет за ослобођење Сао Томе и Принсипе (MLSTP), и успоставили су базу у оближњем Габону. Убрзо након збацивања Салазара и Саетана у Португалу у априлу 1974. године, нови португалски режим је одлучио да дозволи независност свих прекоморских колонија. У новембру 1974. је договорена предаја власти и проглашење суверенитета. Након периода прелазне власти пуна независност је постигнута 12. јула 1975. године, када је изабран први председник Мануел Пинто де Коста.
Сао Томе и Принсипе је једна од првих афричких држава која је 1990. године прихватила демократске реформе и легализацију опозиционих партија, тако да су избори одржани 1991. године били слободни. Мигуел Тровада, бивши премијер, који је био у егзилу од 1986. године, се вратио на острво и изабран је као председник. Тровада је реизабран за председника 1996. године.

## Политика
Сао Томе и Принсипе је 1990. је једна од првих афричких земаља које су прихватиле демократију. На председничким изборима одржаним у јулу 2001, кандидат подржан од Независне демократске партије акције Фрадик де Менезес, је изабран у првом кругу.
16. јула, 2003, мајор Фернандо Переира је преузео власт у војном удару. Сматра се да је војни удар последица послова владе са нафтним корпорацијама. Након седам дана преговора Переирина хунта је потписала споразум са бившим вођама и повукла се, а Мензес се вратио на власт.

## Административна подела
Сао Томе и Принсипе је подељен у две провинције: Принсипе и Сао Томе.
белешка:
Принсипе има своју власт од 29. априла, 1995.

## Привреда
Од 1800. године, привреда Сао Томе и Принсипе је базирана на агрикултури. У доба проглашења независности Португалци су контролисали 90% плантажа. Након проглашења независности, те плантаже су прешле у власништво различитих државних компанија које су до данас приватизоване. Доминантан је узгој какаоа, који чини 95% извоза. Остали извозни производи су копра и кафа.
Производња хране је недовољна да подмири домаће потребе тако да држава увози део хране.
Сем агрикултуре, развијени су и рибарство и мали индустријски сектор који врши прераду агрикултурних производа. Острво има велики потенцијал за развој туризма.
Након проглашења независности, држава је имала централно управљање привредом јер је највећи део производње био у власништву државе. Током осамдесетих и деведесетих година привреда Сао Томеа се нашла у великим потешкоћама. Економски развој је стагнирао, а извоз какаоа је пао, као и његова цена на тржишту.
Као одговор на економске тешкоће влада је предузела реформе. Од 1987. године, на снази су мере Међународног монетарног фонда, које подразумевају увођење већег дела приватног учешћа у свим гранама привреде.

## Становништво
Сао Томе има 137.500 становника, а Принсипе 6.000. Сви потичу из различитих етничких група које су населиле острво 1485. године. Може се идентификовати шест група:
- Местикос, потомци афричких робова који су доведени на острво из Бенина, Габона и Конга;
- Анголарес, потомци робова из Анголе који су преживели бродолом 1540.;
- Форос, потомци ослобођених робова;
- Сервисаис, радници из Анголе, Мозамбика и Капе Верде који привремено живе на острву;
- Тонгас, деца сервисаиса која су рођена на острву; и
- Европљани, највећим делом Португалци.

Седамдесетих година 20. века, догодиле су се две значајне миграције становништва. Око 4.000 Португалаца је напустило острво, а доселило се неколико стотина избеглица из Анголе. Већина становника су римокатолици, еванђелисти и адвентисти.

## Култура
- Музика Сао Томе и Принсипеа

## Занимљивости
ДР Сао Томе и Принсипе је прва држава која је повукла признање Републике Косово. Повлачење се десило 2013. године.